# Toneinterval
Intervallet mellem to toner er forholdet mellem deres frekvenser.
Svingningstal i Hz for grundskalaens toner. Tallene er defineret ud fra naturtonerækken med c som grundtone.
| Tone | Frekvens | Beregning ud fra c1                                     |
| ---- | -------- | ------------------------------------------------------- |
| c1   | 264      | (ingen)                                                 |
| d1   | 297      | multipliceret med 9/8                                   |
| e1   | 330      | multipliceret med 5/4                                   |
| f1   | 352      | multipliceret med 4/3 (eller c2 divideret med 3/2)      |
| g1   | 396      | multipliceret med 3/2                                   |
| a1   | 440      | multipliceret med 5/3 (eller c2 divideret med 6/5)      |
| h1   | 495      | multipliceret med 15/8 (eller a1 multipliceret med 9/8) |
| c²   | 528      | multipliceret med 2                                     |

Tonen {\displaystyle a^{1}} kaldes kammertonen.

## Navne på intervaller
Toneintervaller benævnes efter hvor mange toner de spænder over i en (diatonisk dur-) skala. I vestlig musik er der tolv toner indenfor en oktav. Disse organiseres som regel i en 7-toneskala i tonal, vestlig musik. Almindeligvis i en dur-skala. Det skal bemærkes at både start- og sluttonen tælles med i en sådan skala. Intervallerne sekund, terts, sekst og septim bruges mest i to udgaver: en stor og en lille, men kan også være forstørret eller forminsket. Eksempelvis er intervallet fra c til des en lille sekund, mens c til d er en stor, og c til dis en forstørret. Intervallerne prim kvart, kvint og oktav er almindeligvis rene, men kan også være forstørrede eller formindskede.
- Prim – 1 ("nul-interval" som fra A til A – ren prim)
- Sekund – 2 (2 halvtonetrin – stor sekund)
- Terts – 3 (4 halvtonetrin – stor terts)
- Kvart – 4 (5 halvtonetrin – ren kvart)
- Kvint – 5 (7 halvtonetrin – ren kvint)
- Sekst – 6 (9 halvtonetrin – stor sekst)
- Septim – 7 (11 halvtonetrin – stor septim)
- Oktav – 8 (12 halvtonetrin – ren oktav)
- None – 9
- Decim – 10
- Undecim – 11
- Duodecim – 12
- osv.

Inden for ren intonation bliver intervallernes navne fra tonen c til:
- C – Prim
- Cis – Forstørret prim
- Des – Lille sekund
- D – Stor sekund
- Dis – Forstørret sekund
- Es – Lille terts
- E – Stor terts
- Eis – Forstørret terts
- Fes – Formindsket kvart
- F – Ren kvart
- Fis – Forstørret kvart
- Ges – Formindsket kvint
- G – Ren kvint
- Gis – Forstørret kvint
- As – Lille sekst
- A – Stor sekst
- Ais – Forstørret sekst
- B – Lille septim
- H – Stor septim
- His – Forstørret septim
- Ces – Formindsket oktav
- C – Ren oktav

Man kan fx høre forskel på intervallerne ved at bruge den metode der siger at intervallerne prim og oktav er samklingende, terts og sekst er "farvede", sekund og septim er dissonerende, mens kvart og kvint er "tomme".
Intervallet på seks halvtoner som fra f til h kaldes en tritonus, populært kaldet djævleintervallet, opfattes af mange som disharmonisk i konsonerende omgivelser. Intervallet er dog til stede i mange akkorder eksempelvis dur 7, som anvendes i stor udstrækning i moderne såvel som klassisk musik. Tritonus kaldes ved eget navn fordi den er speciel, men er formelt set enten en forstørret kvart eller forminsket kvint.
Man benytter i praksis ikke intervaller større end duodecimer. Dette skyldes bl.a. at der inden for koralharmoniseringens stemmeføring er regler for intervallers størrelser og dette er det største der må være mellem bas og tenor.